# 王離
王 離（おう り）は、中国の人物。
- 王離 (蜀漢)（中国語版） - 蜀漢の官吏。 字は伯元。広漢郡の人。『蜀志』楊洪伝に記されている。
- 王離 - 秦の武将、軍人。下記の本項で述べる。

王 離（おう り、生没年不詳）は、秦の将軍。字は明。秦の武将であった王翦の孫で、王賁の子にあたる。始皇帝から二世皇帝の代まで仕え、秦への反乱軍を討伐したが、鉅鹿の戦いにおいて、項羽に敗れて捕らえられた。

## 経歴

### 始皇帝時代
始皇28年（紀元前219年）、列侯である武城侯に封じられていた。この年、王離は、父である列侯の通武侯に封じられた王賁、倫侯の建成侯である趙亥、倫侯の昌武侯である成（姓は不明）、倫侯の武信侯である馮毋択、丞相の隗状・王綰、卿の李斯・王戊、五大夫の趙嬰・楊樛らとともに始皇帝への二回目の東方への巡幸に同行する。
始皇帝は嶧山を登り、泰山に赴いた後、泰山と梁父山において封禅を行った。さらに、勃海の海岸に沿って山東地方を移動して、黄県・腄県を過ぎ、成山・之罘山を登る。続いて、瑯琊山に登り、瑯琊台をつくらせた。始皇帝は瑯琊台において、石を立てて、石を刻んで秦の徳を称して、明らかにした。
ここで、王離は王賁・趙亥・昌武侯成・馮毋択・隗状・王綰・李斯・王戊・趙嬰・楊樛とともに海のほとりで議した。「いにしえの帝は、領有する土地は千里四方に過ぎず、その諸侯は各々その封じられた地域を守った。あるものは朝廷に参内し、あるものは参内せず、互い侵略しあい暴れ乱れ、戦乱は止むことはなかった。それでもなお、いにしえの帝は金石に（自分の功績を）文字を刻んで、自らの徳を称して、紀（のり。人倫の道、もしくは規律）とした。いにしえの五帝三王は教えが同じではなく、法も明確ではない。鬼神の威を借りて、遠方の民をだまし、実力が帝の名にそぐわないため、その治世は久しく続かなかった。その身が没しないうちに、諸侯は叛き、法令は行われなかった。今、皇帝（始皇帝）が海内（天下）を併合して統一して秦の郡県にし、天下は和平した。宗廟の霊のご加護は明らかである。（始皇帝は）道理にかない、徳を行い、皇帝の尊号は大成したのだ。群臣は皆、皇帝の功徳をたたえて、（その功徳を）金石に刻み、守るべき規範とするものである」。ここにおいて、始皇七刻石の一つである「瑯琊台刻石」は完成した。
始皇37年（紀元前210年）7月、始皇帝が五回目の巡幸中に、沙丘の平台宮で崩御する。始皇帝の末子である胡亥と丞相の李斯、胡亥の側近である趙高は、始皇帝の詔を偽り、胡亥が太子として立つことになった。さらに、胡亥たちは、始皇帝の詔を偽り、上郡にいた始皇帝の長男（胡亥の長兄）である扶蘇と数十万の秦軍を率いて駐屯していた蒙恬に使者を送り、自害を迫った。この偽の詔には、「蒙恬に死を賜う。軍は裨将（副将）の王離に属するように」と書かれていた。
使者が持参した偽の詔を読んだ後、扶蘇は自殺し、蒙恬は捕らえられて獄につながれた。そのため、始皇帝が崩御する直前まで王離は蒙恬の裨将（副将）の地位にあり、蒙恬が捕らえられた後は、王離が蒙恬の軍を引き継いで率いることになったものと考えられる。

### 鉅鹿の戦いまでの秦への反乱の概要
二世元年（紀元前209年）7月、秦への大規模な反乱である陳勝・呉広の乱が起こる。
二世二年（紀元前208年）11月、秦の将である章邯は陳において陳勝を破る。
同年12月、敗走した陳勝は部下に裏切られ、下城父にて殺された。
同年端月（1月）、章邯は魏の魏咎が都として支配する臨済を攻める。
同年6月、章邯は魏の救援に来た斉王の田儋を戦死させる。この後の交渉の結果、城兵と民の助命と引き換えに魏咎は自殺して臨済は落城した。
同年7月、田儋の従弟である田栄が守る東阿を攻めていた章邯の軍が項梁の軍によって打ち破られる。
同年8月、三川郡守である李由が雍丘を攻めて、項梁の配下である項羽と劉邦の軍と戦い、戦死する。
同年9月、胡亥は、秦全軍を出して、章邯の兵を増援した。章邯は定陶において、項梁を打ち破り、戦死させた。
同年後9月、章邯は楚の名将（周文・陳勝・項梁ら）がすでに死んだため、黄河を渡って北上して、趙王である趙歇・張耳らの籠る鉅鹿を包囲した。

### 鉅鹿の戦い
この頃、王離は、秦王朝の命令を受けて、趙を攻撃した。王離は趙歇・張耳らの籠る鉅鹿を包囲する。この時、ある人は、「王離は秦の名将である。今、強い秦の兵を率いて、新しく建ったばかりの趙を攻めている。必ず勝利するだろう」と論じた。しかし、客は「そうではない。そもそも将となることが三代続いたものは必ず敗北している。どうして必ず敗北するのかというと、将となることが三代続いたことにより、間違いなく大勢の人を討伐して殺しており、子孫がその不詳を身に受けるからだろう。王離はすでに三代の将（王翦・王賁・王離）である」。
趙の陳余は数万人を率いて、鉅鹿の北に陣を構えた。章邯の軍は鉅鹿の南にある棘原から黄河からつながる甬道を築いて、王離に対する補給を行った。そのため、王離の軍の持つ兵糧は豊富にあった。王離は急激に鉅鹿を攻城した。鉅鹿の城内の兵糧は乏しく、兵は少なかった。
二世三年（紀元前207年）10月、章邯が趙の邯鄲を破り、住民を河内に移住させる。
楚の劉邦の軍が、成武の南において秦の東郡の尉が率いる軍を攻めて破った。王離の軍 も、成陽の南において劉邦によって打ち破られた。劉邦の軍には曹参・周勃が従軍していた。また、劉邦は杠里において、この王離の軍と河間郡守の軍、あわせて二軍と塁壁を挟んで戦い、これを攻めて、おおいに破った。劉邦軍はこの秦軍が敗走するのを追撃して西に向かった。
同年11月、鉅鹿城にいた張耳が、王離の軍と戦おうとしない陳余に張黶と陳沢を使者として送り、救援を催促する。陳余は、張黶と陳沢に五千の兵を与えて王離の軍と戦わせる。王離はこの軍を全滅させた。鉅鹿の危機に、燕・斉・楚の軍が救援に来て、張耳の子の張敖が一万人余りを率いて援軍に来たが、陳余の軍の側で陣営を構えて、王離の軍を攻撃しようとはしなかった。
楚の鉅鹿救援軍の次将である項羽は、安陽において進軍しようとしない上将軍の宋義と対立し、これを斬って軍の指揮権を掌握し、楚の上将軍を楚の懐王から拝命した。項羽は楚軍を率いて、黄河を渡り、鉅鹿の救援に向かう。
同年12月、項羽はまず、当陽君の英布と蒲将軍に兵二万を率いらせて河を渡らせ、鉅鹿を救援させた。秦軍は、英布と蒲将軍の軍相手に、有利に戦った。陳余はさらに項羽に援軍を乞うた。その一方で、章邯の築いた甬道は何か所も運行が断たれ、王離の軍の兵糧は乏しくなっていった。
項羽は兵に全て河を渡らせ、三日分の兵糧以外は全て捨てて、章邯の軍と戦い、章邯を破る。項羽は、鉅鹿を囲む王離率いる秦軍と遭遇する。楚兵は一人で10人相手に戦わないものは無かった。項羽は9度にわたって戦い、秦軍の甬道を断った。王離の軍は大敗し、秦軍の蘇角は戦死した。秦軍は敗走し、鉅鹿の戦いを遠巻きに見ていた趙・斉・魏・燕の諸侯や諸将は項羽に従うことになり、項羽は諸侯の上将軍となった（鉅鹿の戦い）。
同年端月（1月）、項羽率いる諸侯の軍は王離の軍を攻撃し、王離を捕虜とした。秦軍の渉間は楚に降伏しようとせずに、焼身自殺をした。王離の軍は項羽に降伏した。
王離のその後の処遇は不明である。

## 子孫
『新唐書』宰相世系二中によると、王離には王元・王威のふたりの息子がいた。
王元は、秦末の乱を避け、琅邪郡の皋虞県に移り住み、後に臨沂県に移住した。この王元の子孫が琅邪王氏となった。
また、王威は後に前漢の揚州刺史 となり、太原王氏の祖となったと伝わる。

## 王離が登場する作品

### 漫画
- 本宮ひろ志『赤龍王』 - 秦帝国正規軍の最強軍団「黒狼軍」を率いる将軍として、面頬をつけた姿で登場。章邯とともに鉅鹿城を陥落させ、項羽率いる楚軍を待ち受ける。激しい戦いの最中、項羽と一騎打ちの果てに刀が折れてしまい、真っ二つに斬られて戦死する。